# Closer (álbum de Kim Wilde)
Closer é o décimo quinto álbum de estúdio da cantora inglesa Kim Wilde. Foi lançado em 31 de janeiro de 2025 pela Wildeflower Records e Cherry Red Records, após seu álbum de estúdio de 2018, Here Come the Aliens.

## Recepção critica
| Críticas profissionais | Críticas profissionais |
| Pontuações agregadas   | Pontuações agregadas   |
| Fonte                  | Avaliação              |
| ---------------------- | ---------------------- |
| AOTY                   | 78/100                 |
| Avaliações da crítica  |                        |
| Fonte                  | Avaliação              |
| MusicOMH               | [ 4 ]                  |
| Retropop               | [ 5 ]                  |

Ben Hogwood, da MusicOMH, afirmou que o álbum "é realmente um caso de família", destacando a voz de Wilde, que "nunca soou melhor" e elogiando a "versatilidade do álbum em vários gêneros". Ele observou que os "tons penetrantes" de Wilde se destacam "nas produções massivas", complementando seus "vocais cromados perfeitamente". Connor Gotto, do Retropop, deu ao álbum 4 de 5 estrelas, chamando-o de "incomparável" e o considerou "tão forte quanto qualquer outro trabalho de sua carreira e uma prova do legado de longa data de uma das primeiras famílias musicais do pop britânico".

## Alinhamento de faixas
| Closer — Edição padrão |                                                 |                                            |                   |         |  |
| N.º                    | Título                                          | Compositor(es)                             | Produtor(es)      | Duração |  |
| 1.                     | "Midnight Train"                                | Ricky Wilde                                | R. Wilde          | 3:27    |  |
| 2.                     | "Scorpio"                                       | R. Wilde Scarlett Wilde                    |                   | 3:16    |  |
| 3.                     | "Trail of Destruction"                          | Kim Wilde Darren Gilbert R. Wilde S. Wilde | R. Wilde          | 4:03    |  |
| 4.                     | "Sorrow Replaced" (com part. de Midge Ure)      | K. Wilde R. Wilde                          |                   | 4:16    |  |
| 5.                     | "Lighthouse"                                    | K. Wilde R. Wilde                          |                   | 5:46    |  |
| 6.                     | "Love Is Love"                                  | K. Wilde Steve Anderson R. Wilde S. Wilde  | R. Wilde Anderson | 4:25    |  |
| 7.                     | "Rocket to the Moon"                            | R. Wilde S. Wilde                          |                   | 4:22    |  |
| 8.                     | "Hourglass Human" (com part. de Scarlett Wilde) | K. Wilde R. Wilde                          |                   | 4:20    |  |
| 9.                     | "Stones and Bones"                              | K. Wilde R. Wilde                          |                   | 5:06    |  |
| 10.                    | "Savasana"                                      | K. Wilde R. Wilde S. Wilde                 |                   | 4:51    |  |
| Duração total:         | Duração total:                                  | Duração total:                             | Duração total:    | 43:56   |  |

## Equipe e colaboradores
Créditos adaptados do Tidal.
Músicos
- Kim Wilde — vocal principal, composição (faixas 1; 3–6, 8–10)
- Jonathan Atkinson — bateria
- Paul Cooper — baixo
- Cliff Masterson — arranjo de cordas (faixa 4)
- Darren Gilbert  — composição (faixa 3)
- Steve Anderson — composição, programação, produção (faixa 6)
- Sean J. Vincent — mixagem, masterização, fotografia de capa, design
- Ricky Wilde — guitarras, programação, teclados, produção, mixagem
- Scarlett Wilde — vocais de fundo, composição (faixas 2, 3, 6, 7, 10)

## Desempenho nas tabelas musicais
| País — Tabela musical (2025)     | Melhor posição |
| -------------------------------- | -------------- |
| Alemanha (Offizielle Top 100)    | 11             |
| Áustria (Ö3 Austria Top 40)      | 14             |
| Bélgica (Ultratop (Flandres)     | 161            |
| Bélgica (Ultratop (Valónia)      | 35             |
| Escócia (Scottish Albums)        | 6              |
| França (SNEP)                    | 94             |
| Reino Unido (Digital Albums)     | 27             |
| Reino Unido (Independent Albums) | 3              |
| Suíça (Schweizer Hitparade)      | 10             |

## Histórico de lançamento
| Região | Data                  | Formato                             | Versão | Gravadora              | Ref.                |
| ------ | --------------------- | ----------------------------------- | ------ | ---------------------- | ------------------- |
| Várias | 31 de janeiro de 2025 | CD download digital streaming vinil | Padrão | Cherry Red Wildeflower | [ 18 ] [ 6 ] [ 19 ] |